# فرودگاه بیردسویل
فرودگاه بیردسویل (به انگلیسی: Birdsville Airport) یک فرودگاه همگانی با کد یاتا BVI است که یک باند فرود آسفالت دارد و طول باند آن ۱۷۳۲ متر است. این فرودگاه در کشور استرالیا قرار دارد و در ارتفاع ۴۸ متری از سطح دریا واقع شده‌است.

## شرکت‌های هواپیمایی و مقصدهای پروازی
| شرکت‌های هواپیمایی       | مقصدهای پروازی                                                            |
| ----------------------- | ------------------------------------------------------------------------- |
| رجیونال اکسپرس ایرلاینز | بدوری، Boulia، بریزبن، چارلویل، ماونت آیزیا، کویلپی، Toowoomba، ویندورا   |
| Central Eagle Aviation  | Scenic flights round دریاچه ایر and charter                               |
| West Wing Aviation      | پورت آگوستا, Glengyle Station, Durrie Station as part of Channel Mail Run |

Regular services اجرا توسط Skytrans are under contract to the دولت کوئینزلند and will be taken over by رجیونال اکسپرس ایرلاینز from ۱ ژانویه ۲۰۱۵.